# San Marinos Grand Prix 2003
San Marinos Grand Prix 2003 var det fjärde av 16 lopp ingående i formel 1-VM 2003.

## Resultat
1. Michael Schumacher, Ferrari, 10 poäng
2. Kimi Räikkönen, McLaren-Mercedes, 8
3. Rubens Barrichello, Ferrari, 6
4. Ralf Schumacher, Williams-BMW, 5
5. David Coulthard, McLaren-Mercedes, 4
6. Fernando Alonso, Renault, 3
7. Juan Pablo Montoya, Williams-BMW, 2
8. Jenson Button, BAR-Honda, 1
9. Olivier Panis, Toyota
10. Nick Heidfeld, Sauber-Petronas
11. Heinz-Harald Frentzen, Sauber-Petronas
12. Cristiano da Matta, Toyota
13. Jarno Trulli, Renault
14. Antonio Pizzonia, Jaguar-Cosworth
15. Giancarlo Fisichella, Jordan-Ford

### Förare som bröt loppet
- Mark Webber, Jaguar-Cosworth (varv 54, drivaxel)
- Ralph Firman, Jordan-Ford (51, oljeledning)
- Jos Verstappen, Minardi-Cosworth (38, elsystem)
- Justin Wilson, Minardi-Cosworth (23, bränslerigg)
- Jacques Villeneuve, BAR-Honda (19, oljebrand)